# 卓慧敏
卓慧敏（Cheuk Wai Man，1971年7月24日—），香港亞洲電視前女藝人。早期曾在有線電視電影台擔任主持。2002年加入亞洲電視，擔任過多個綜藝節目主持，也參演過部分劇集。2009年，卓慧敏与亞視中止工作合約。

## 官司事件
2004年，卓慧敏隨同《我和殭屍有個約會III之永恆國度》劇組赴番禺拍攝。在一場槍戰戲中，卓的耳朵被震傷，但她被告知因不符合規定未獲受保。據卓慧敏所稱，此后四年，受損的耳朵未見好轉，反而引起憂鬱症狀。
2008年，卓慧敏入稟法院上訴得直，獲准向亞視索賠。

## 電視劇（亞洲電視）
- 2003年 萬家燈火 飾 余如珠
- 2004年 子是故人來 飾 Jeanie
- 2004年 我和殭屍有個約會III之永恆國度 飾 Kary
- 2004年 爸爸兩邊走 飾 卓安妮
- 2004年 媽媽我真的愛你 飾 wendy
- 2006年 香港奇案實錄·老千計死人財 飾 Gigi

## 資訊節目（奇妙電視）
- 2017年 港味傳奇

## 演出電影
- 1994年 屯門色魔
- 1995年 香江花月夜
- 1995年 山水有相逢
- 1996年 飛虎
- 1996年 人間色相
- 1997年 囍氣逼人
- 1998年 榕樹頭講鬼
- 1998年 心思思
- 2000年 鎗王
- 2001年 鍾無艷
- 2004年 新警察故事
- 2010年 月滿軒尼詩

## 演出MV
- 黃凱芹《傾心》，飛圖製作。

## 演出短片
- 2003年 香港教育工作者教育短片
- 2003年 香港家計會宣傳短片 ─ 《如何向孩子說性 - 性別角色篇》
- 2005年 香港電視台劇集 ─ 平機會劇集
- 2007年 衛生署 ─ 老人痴呆症
- 2008年 匯豐銀行教材節目

## 演出廣告
- 1996年 - 1999年
  - Aeon Visa Card (平面)
  - 相機 (平面)
  - 將軍澳新都城地產 (電視和平面)
  - 日本大金冷氣機 (電視)
  - 菲傭代理 (電視)
  - 國內電單車 (平面)
  - 水晶店 (電視)
  - 保險 (平面)
- 2002年 宜家傢俬 (電視)
- 2003年 敏靈通 (電視)
- 2005年 無比膏滴護霜 (電視)
- 2006年 日の美﹝青汁﹞(平面)

## 曾獲得奬項
- 2012年 憑《微藍》 （页面存档备份，存于）獲得由「國際創意及科技總會（IFOCAT）」頒發之「『香港心』短片創作比賽公開組冠軍」
- 2012年 憑《微藍》入圍「第四屆澳門國際電影節」之「金蓮花奬」
- 2013年 《微藍》女主角馮素波入圍「入圍首屆中國（杭州）國際微電影展最佳女主角提名 」
- 2016年 獲得由「中國飯店業年會」頒發之「中國年度最佳飲食節目制作人殊榮 」
- 2016年 憑《愛...您懂嗎？》獲得由「中國大連首届國際微電影節」頒發之「最佳微電影」奬項

## 幕後製作
- 2012年 成立慈善機構 ──「開心頻道 （页面存档备份，存于）」，提供平台，製作聲音節目讓殘障人士表達心聲和發揮所長
- 2012年 擔任《微藍》的導演和原創劇本
- 2014年「開心頻道」成立一間希望達到傷殘共融的影視製作社企，聘請傷殘人士拍攝及參與製作
- 2016年 擔任《愛...您懂嗎？》的導演和原創劇本
  - 此電影於2016年3月15日在「第二十屆香港國際影視展」首播

## 曾參與活動
- 2002年 擔任Roadshow「防火安全運動日」主持
- 2002年 擔任在國內順德舉行的生力啤活動主持
- 2002年 擔任在澳門舉行的中、泰拳賽主持
- 2007年 擔任「弘武國術龍獅會就職典禮」主持
- 2008年 擔任在四川舉行的「香港汽車會籌款」主持
- 2008年 擔任由「新界東獅子會」主辦；「弘武國術龍獅會」協辦的「申辨列入健力士世界紀錄大全活動」主持
- 2009年 擔任「左軚汽車商會(香港) 有限公司13週年慶典晚宴」主持
- 2010年 擔任「香港復康力量」舉辦的「申辨列入健力士世界紀錄大全活動 - 全世界最多輪椅花車巡遊」主持
- 2010年 擔任「香港泰拳理事會第五屆就職典禮」主持
- 2010年 擔任「傷健共融樂繽紛」演出嘉賓
- 2010年 擔任「油尖旺區節閉幕禮晚會」主持
- 2010年 擔任「油麻地居民權益關注會」和諧社區齊創建的「我心目中的油麻地嘉年華暨頒獎禮」主持
- 2015年 擔任「武當一氣五行門武術總會第三屆職員就職典禮晚會」主持

## 外部連結
- 卓慧敏索賠亞視 （页面存档备份，存于）